# Лоренц, Эдвард Нортон
Э́двард Но́ртон Ло́ренц (англ. Edward Norton Lorenz; 23 мая 1917, Уэст-Хартфорд, Коннектикут, США — 16 апреля 2008, Кембридж, Массачусетс, США) — американский математик и метеоролог, один из основоположников теории хаоса, автор выражения «эффект бабочки», а также создатель аттрактора Лоренца.
Доктор наук (Sc.D., 1948), эмерит-профессор Массачусетского технологического института, с которым связана почти вся его карьера.
Член Национальной академии наук США (1975), иностранный член Академии наук СССР (1988, Российской академии наук с 1991) и Лондонского королевского общества (1990).

## Биография
Родился и вырос в Уэст-Хартфорде (Коннектикут). Окончил Дартмутский колледж (бакалавр математики, 1938), куда поступил в 1934 году, и Гарвардский университет (магистр математики, 1940). В годы Второй мировой войны занимался прогнозом погоды для Армейского авиационного корпуса (Army Air Corps). Затем решил изучать метеорологию, в Массачусетском технологическом институте получил степени магистра (S.M., 1943) и доктора наук (Sc.D.) по метеорологии (1948), там же с 1955 года ассистент-профессор, с 1956 года ассоциированный профессор, с 1962 года полный профессор, с 1987 года эмерит, в 1977-1981 гг. заведующий кафедрой. 
В 1977 году под его началом получил степень доктора философии по метеорологии Алан Робок. Умер от рака в возрасте 90 лет, в своём доме в Кембридже — через неделю после того, как завершил очередную научную статью.
Фелло Американской академии искусств и наук и Американского метеорологического общества.
Член Норвежской академии наук (1981) и Индийской академии наук в Бангалоре, иностранный член Лиссабонской академии наук.
Почётный член Royal Meteorological Society и Американского метеорологического общества.
Избран иностранным членом по Отделению океанологии, физики атмосферы и географии (геофизическая гидродинамика) АН СССР (с 1991 — РАН) 27 декабря 1988 г.

## Награды и отличия
- Carl-Gustaf Rossby Research Medal[англ.] (1969)
- Symons Gold Medal[англ.] (1973)
- Премия Крафорда (1983)
- Медаль Эллиота Крессона (1989)
- Премия Киото в области фундаментальных наук (1991)
- Медаль Роджера Ревелла Американского геофизического союза (1992, первый удостоенный)
- Louis J. Battan Author's Award Американского метеорологического общества (1995)
- International Meteorological Organization Prize[англ.] (2000)
- Buys Ballot Medal[англ.] (2004)
- Большая золотая медаль имени М. В. Ломоносова (2004)

Почётный доктор Университета Макгилла (1983) и др.